# Alexandre Carbonell i Reñé
Alexandre Carbonell i Reñé   (Torrelameu, 5 d'abril de 1910 - Lleida, 12 d'agost de 1980) fou un prevere, organista i mestre de capella.
Va ser ordenat sotsdiaca a Lleida l'any 1932. A partir de 1933 fou organista de la parròquia de la Puríssima Concepció de Sabadell, on també va dirigir-ne l'escolania. Prèviament, havia estat coadjutor de la parròquia de Caldes d'Estrac.
L'agost del 1946 fou escollit capellà al servei de la Casa de la Maternitat de Lleida. Fou beneficiari de la Catedral de Lleida des del 1947. Fou el suplent de l'organista de la Catedral de Lleida a mitjans del segle xx i, a més d'exercir com a mestre de capella en absència del titular, havia d'ensenyar música al Seminari i preparar els nois del cor. En el Seminari, era també professor de llengua castellana.
El 1945 es va incorporar com a capellà a la Llar de Sant Josep de Lleida, on hi fou fins al moment de la seva jubilació forçada per malaltia el març de 1975. Va morir el 12 d'agost de 1980 a Lleida a causa d'una llarga malaltia.